# Saison 1983 de la Ligue canadienne de football
Chronologie
Saison précédente Saison suivante
1983 est la 26e saison de la Ligue canadienne de football et la 100e saison depuis la fondation de la Canadian Rugby Football Union en 1884.

## Événements
Les Lions de la Colombie-Britannique emménagent dans leur nouveau stade, le BC Place Stadium, premier stade couvert du Canada. Comme le stade n'est pas assez grand pour permettre une zone des buts de 25 verges (yards en Europe) de long, celle-ci est réduite à 20 verges. Ce changement fut apprécié et la zone des buts de 20 verges est devenue la norme dans la LCF en 1986.
Le 16 juin, les propriétaires de la nouvelle franchise des Schooners de l'Atlantique (en) abandonnent leur projet lorsqu'ils échouent à réunir le financement pour la construction d'un stade.
Le contrat de télédiffusion avec la brasserie Carling O'Keefe est renouvelé pour trois ans pour un montant de 33 millions de dollars.

## Classements
| Clt   | Équipe                 | PJ | V  | D  | N | BP  | BC  | Pts |
| ----- | ---------------------- | -- | -- | -- | - | --- | --- | --- |
| +001, | Argonauts de Toronto   | 16 | 12 | 4  | 0 | 452 | 328 | 24  |
| +002, | Rough Riders d'Ottawa  | 16 | 8  | 8  | 0 | 384 | 424 | 16  |
| +003, | Tiger-Cats de Hamilton | 16 | 5  | 10 | 1 | 389 | 498 | 11  |
| +004, | Concordes de Montréal  | 16 | 5  | 10 | 1 | 367 | 447 | 11  |

| Clt   | Équipe                           | PJ | V  | D  | N | BP  | BC  | Pts |
| ----- | -------------------------------- | -- | -- | -- | - | --- | --- | --- |
| +001, | Lions de la Colombie-Britannique | 16 | 11 | 5  | 0 | 477 | 326 | 22  |
| +002, | Blue Bombers de Winnipeg         | 16 | 9  | 7  | 0 | 412 | 402 | 18  |
| +003, | Eskimos d'Edmonton               | 16 | 8  | 8  | 0 | 450 | 377 | 16  |
| +004, | Stampeders de Calgary            | 16 | 8  | 8  | 0 | 425 | 378 | 16  |
| +005, | Roughriders de la Saskatchewan   | 16 | 5  | 11 | 0 | 360 | 536 | 10  |

## Séries éliminatoires

### Demi-finale de la division Ouest
- 13 novembre : Eskimos d'Edmonton 22 - Blue Bombers de Winnipeg 49

### Finale de la division Ouest
- 20 novembre : Blue Bombers de Winnipeg 21 - Lions de la Colombie-Britannique 39

### Demi-finale de la division Est
- 13 novembre : Tiger-Cats de Hamilton 33 - Rough Riders d'Ottawa 31

### Finale de la division Est
- 20 novembre : Tiger-Cats de Hamilton 36 - Argonauts de Toronto 41

### 71ecoupe Grey
- 27 novembre : Les Argonauts de Toronto gagnent 18-17 contre les Lions de la Colombie-Britannique au BC Place Stadium à Vancouver (Colombie-Britannique).

## Honneurs individuels
- Trophée Schenley du meilleur joueur : Warren Moon (QA), Eskimos d'Edmonton
- Trophée Schenley du meilleur joueur défensif : Greg Marshall (en) (AD), Rough Riders d'Ottawa
- Trophée Schenley du meilleur joueur de ligne offensive :  Rudy Phillips (en) (G), Rough Riders d'Ottawa
- Trophée Schenley du meilleur Canadien : Paul Bennett (en) (DD), Blue Bombers de Winnipeg
- Trophée Schenley de la meilleure recrue : Johnny Shepherd (en) (DO), Tiger-Cats de Hamilton